# Instytut Rynku Wewnętrznego i Konsumpcji
Instytut Rynku Wewnętrznego i Konsumpcji – jednostka organizacyjna Ministra Handlu Wewnętrznego i Usług istniejąca w latach 1983–2006, powstała w celu prowadzenia prac naukowo-badawczych i rozwojowych związanych z rynkiem wewnętrznym.

## Powołanie instytutu
Instytut Rynku Wewnętrznego i Konsumpcji powołano na podstawie zarządzenia nr 5 Prezesa Rady Ministrów z 1983 r. w sprawie połączenia Instytutu Handlu Wewnętrznego i Instytutu Ekonomiki Usług i Drobnej Wytwórczości w jedną instytucję naukowo-badawczą. W rozporządzeniu stwierdzono, że w tytule zarządzenia wyrazy "Instytut Handlu Wewnętrznego i Usług" zastępuje się wyrazami "Instytut Rynku Wewnętrznego i Konsumpcji". Powstanie Instytutu pozostało w związku z ustawą z 1961 r. o instytutach naukowo-badawczych.
Nadzór nad Instytutem sprawował Minister Handlu Wewnętrznego i Usług.

## Przedmiot działania instytutu
Przedmiotem działania Instytutu było prowadzenie prac naukowo-badawczych i rozwojowych oraz wdrażanie wyników badań w dziedzinie rynku wewnętrznego i konsumpcji, a w szczególności:
- funkcjonowania rynku i rynkowych uwarunkowań rozwoju gospodarczego,
- prognozowania popytu oraz programowania i planowania konsumpcji towarów i usług,
- organizacji rynku i efektywności funkcjonowania przedsiębiorstw, których procesy produkcji, obrotu towarowego i usług służą bezpośrednio zaspokajaniu społecznych potrzeb konsumpcyjnych.

## Zniesienie instytutu
Na podstawie rozporządzenia Ministra Gospodarki z 2006 r. w sprawie połączenia Instytutu Rynku Wewnętrznego i Konsumpcji oraz Instytutu Koniunktur i Cen Handlu Zagranicznego ustanowiono Instytut Badań Rynku, Konsumpcji i Koniunktur.